# Zágráb villamosvonal-hálózata
Zágráb villamosvonal-hálózata 15 nappali és 4 éjszakai vonalból áll, üzemeltetője a Zagrebački električni tramvaj (ZET). A metrikus nyomtávú hálózat hossza 116 km. Nappal a járatok átlagos követési ideje 5-10 perc, de az állomások nagy részét több villamosvonal is érinti, ott ennél sűrűbben is érkezhetnek a járművek. Az éjszakai járatok átlagosan 40 percenként követik egymást.
A zágrábi villamosok története 1891-re nyúlik vissza, az első lóvasút ekkor nyílt meg a városban, az első elektromos jármű nem sokkal később, már 1910-ben elindult.

## Története

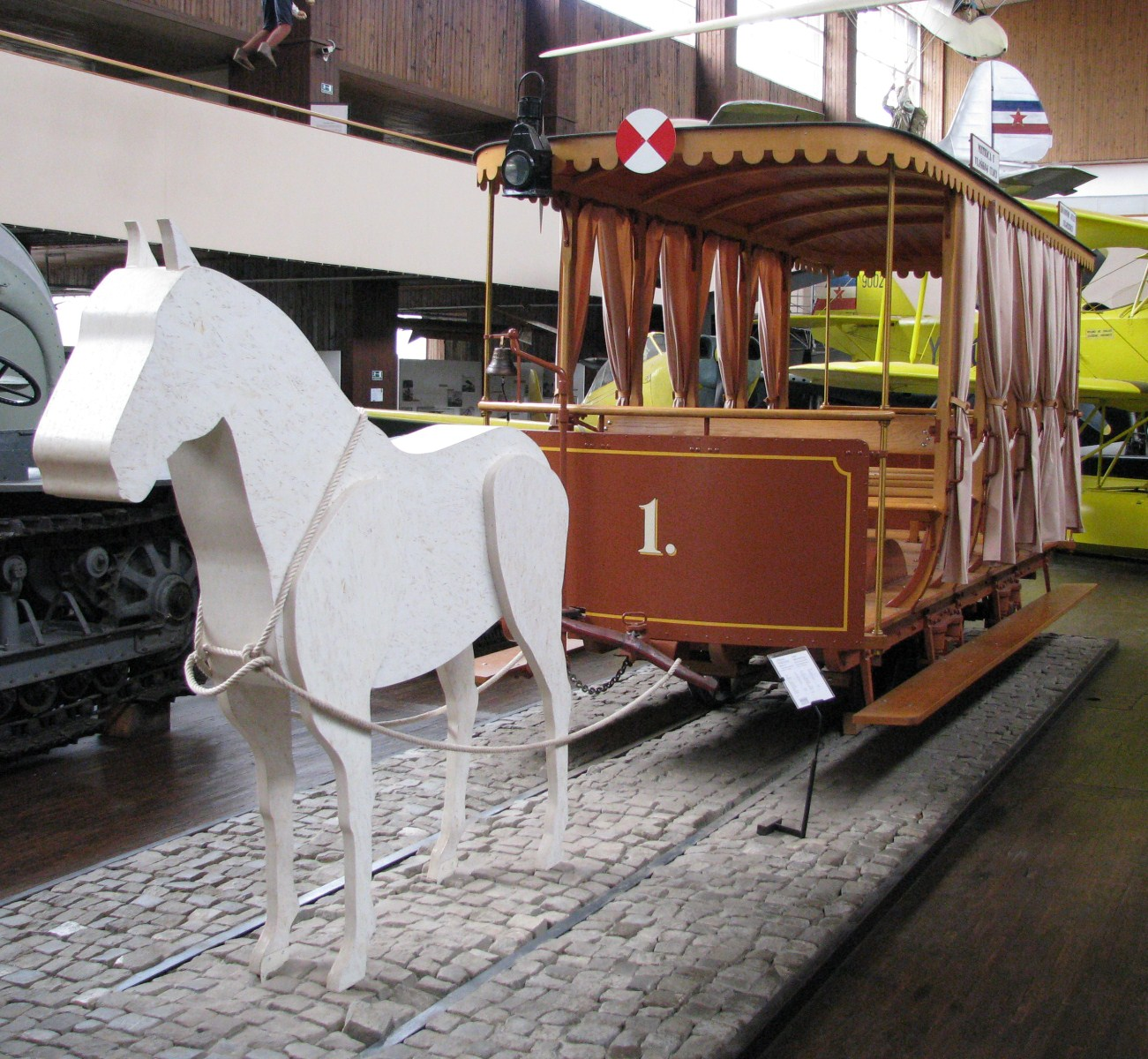
Lóvasút replika a zágrábi Műszaki Múzeumban

A 19. század végén a gyors urbanizáció Zágrábot is elérte, a város vezetői lóvasút építéséről döntöttek. Az egyvágányú szakasz építése 1891. május 11-én kezdődött, és augusztusra el is készült, a forgalomba állást 15-ére tervezték, a Jubileumi Gazdasági-Erdészeti Kiállítás megnyitónapján. A járművek leszállításának késése miatt csak szeptember 5-én kezdődött az üzem, ezt a napot tartják a zágrábi tömegközlekedés első napjának is. A nyomtáv ekkor már 0,76 méteres volt, hossza pedig 8 km.
1910. augusztus 18-án forgalomba állt az első elektromos árammal közlekedő villamos is. A lóvasút járműveit Velika Gorica vette át, ahol 1937-ig üzemeltek.

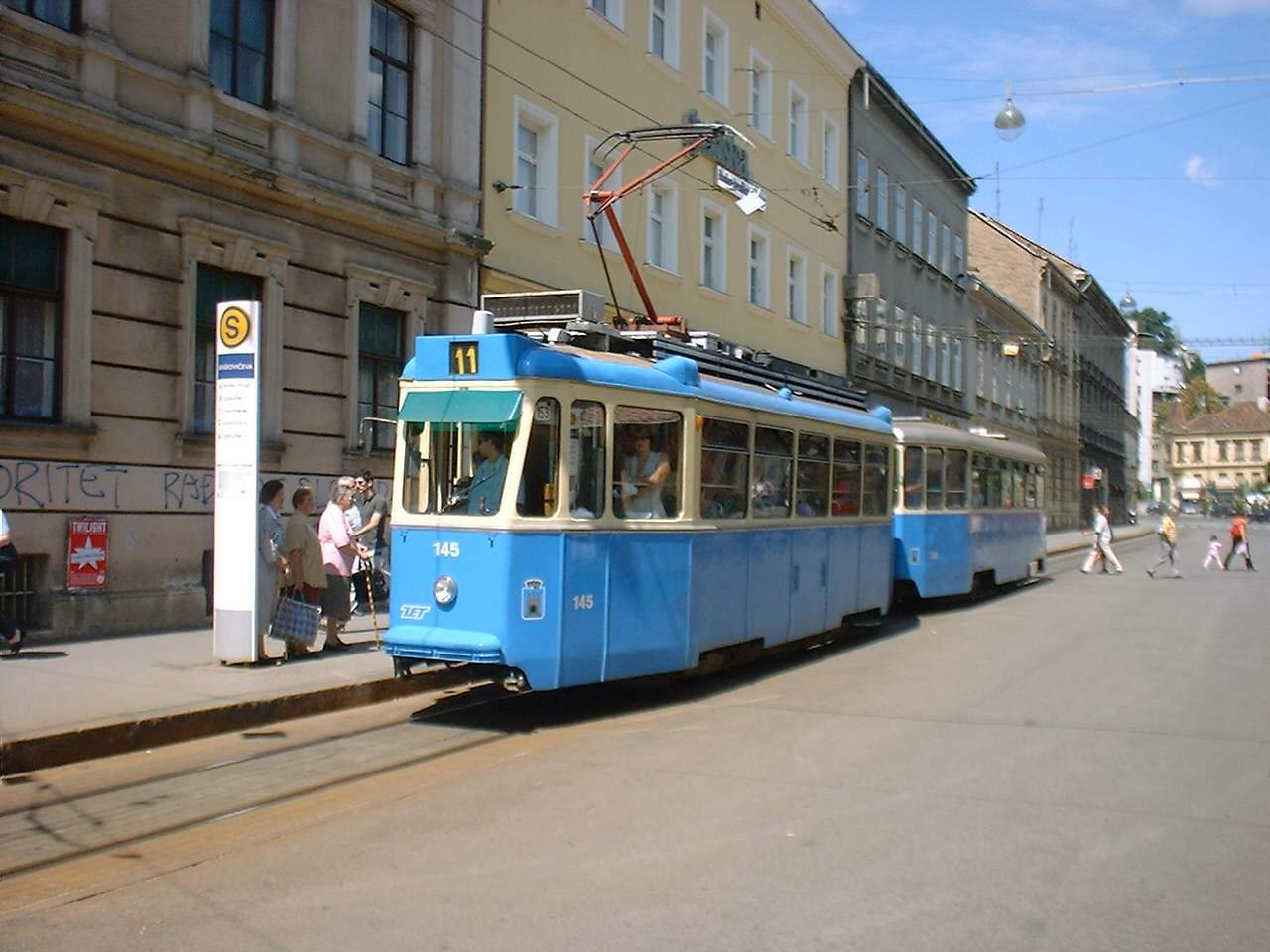
TMK 101 villamos több mint 50 évnyi szolgálat szolgálat után 2008 decemberében búcsúzott Zágrábtól

## Nappali vonalak

A hálózat 2009-ben

| Vonal | Végállomás       | Útvonal                                                                      | Végállomás      | Kocsiszín            |
| ----- | ---------------- | ---------------------------------------------------------------------------- | --------------- | -------------------- |
| 1†    | Zapadni kolodvor | Trg Bana Jelačića                                                            | Borongaj        | Trešnjevka           |
| 2     | Črnomerec        | Jukićeva, Glavni kolodvor, Autobusni kolodvor                                | Savišće         | Trešnjevka           |
| 3†    | Ljubljanica      | Ulica grada Vukovara                                                         | Savišće         | Trešnjevka           |
| 4     | Savski most      | Glavni kolodvor                                                              | Dubec           | Dubrava              |
| 5     | Prečko           | Ulica grada Vukovara, Autobusni kolodvor, Kvaternikov Trg                    | Dubrava         | Trešnjevka           |
| 6     | Črnomerec        | Trg Bana Jelačića, Glavni kolodvor, Autobusni kolodvor                       | Sopot           | Dubrava              |
| 7     | Savski most      | Velesajam, Autobusni kolodvor                                                | Dubec           | Dubrava              |
| 8†    | Mihaljevac       | Autobusni kolodvor                                                           | Zapruđe         | Dubrava              |
| 9     | Ljubljanica      | Glavni kolodvor                                                              | Borongaj        | Trešnjevka           |
| 11    | Črnomerec        | Trg Bana Jelačića                                                            | Dubec           | Trešnjevka / Dubrava |
| 12    | Ljubljanica      | Trg Bana Jelačića                                                            | Dubrava         | Trešnjevka           |
| 13    | Žitnjak          | Ulica grada Vukovara, Trg Bana Jelačića, Glavni kolodvor, Trg žrtava fašizma | Kvaternikov trg | Dubrava              |
| 14    | Mihaljevac       | Trg Bana Jelačića, Savska cesta, Velesajam                                   | Zapruđe         | Dubrava              |
| 15    | Mihaljevac       |                                                                              | Dolje           | Dubrava              |
| 17    | Prečko           | Savska cesta, Ban Jelačić Square                                             | Borongaj        | Trešnjevka           |

† Hétvégén és ünnepnapokon nem üzemel.
A 10-es és a 16-os vonalak megszűntek. A 10-es vonal a Savski híd és Borongaj között járt a főpályaudvart érintve, a korai 1980-as években szüntették meg. A 16-os villamost Črnomerec és Zapruđe között közlekedett 1991-ig, amikor is a horvátországi háború miatt sofőrhiány lépett fel.
A 3 km hosszú 15-ös villamos speciális vonal, az 1960-as években nyitották meg és inkább könnyűvasúthoz hasonlít. Mihaljevac és Dolje között közlekedik, végig elkülönített útvonalon, különleges felsővezetéke segítségével akár 60 km/h-s sebességgel, így Zágráb legrövidebb és leggyorsabb vonala is egyben.

## Éjszakai vonalak
| Vonal | Végállomás  | Útvonal                                                          | Végállomás  | Kocsiszín  |
| ----- | ----------- | ---------------------------------------------------------------- | ----------- | ---------- |
| 31    | Črnomerec   | Trg Bana Jelačić, Glavni kolodvor, Autobusni kolodvor, Velesajam | Savski most | Dubrava    |
| 32    | Prečko      | Savska cesta, Trg Bana Jelačić                                   | Borongaj    | Trešnjevka |
| 33    | Dolje       | Glavni Kolodvor, Vodnikova, Ulica grada Vukovara                 | Savišće     | Dubrava    |
| 34    | Ljubljanica | Trg Bana Jelačić, Glavni kolodvor                                | Dubec       | Trešnjevka |

Az éjszakai vonalakat gyakran buszokkal pótolják éjszakai karbantartások alkalmával.

## A villamospálya helyzete
A városi villamosrendszereknél szokatlan módon Zágráb villamosvágányai általában az úttest külső szélén helyezkednek el, nem pedig az út közepén. Ezenkívül a villamos sávok gyakran betonba vannak burkolva, kis sakktábla-hornyokkal, nem pedig aszfaltozva. Ezek a tényezők megnehezítik a kerékpárosok dolgát, ami miatt sok kerékpáros a gyalogutakon kerékpározik.

## Járművek
A ZET-nek körülbelül 240 darab villamos áll rendelkezésére 6 különböző típusból, ebből 142 darab alacsony padlós. Egy normál munkanapon több mint 190 egység van használatban. Az állomány nagy része ma TMK 2200, összesen 140 darab 2005-től 2010-ig vásárolt darab. A következő legelterjedtebb járműtípusokat a ČKD-Tatra gyártotta, összesen 95 darab T4YU 85 megfelelő B4YU pótkocsival, és 51 darab csuklós KT4YU. A T4YU járművek 1977 és 1983 között álltak szolgálatba, a KT4YU pedig 1985 körül.
A legrégebbi még üzemben lévő egységek a TMK 201, amelyet 1973-ban és 1974-ben Đuro Đaković épített. A ZET-nek korábban összesen 30 darab TMK-201-es egysége volt 32 pótkocsival, ebből kilenc továbbra is használatban van, mivel néhányat leselejteztek, és alapjaikat újra felhasználták a TMK 2100 gyártásához. A TMK-201 hasonló kialakítású, de műszakilag jelentősen eltér a régebbi TMK 101-től, amelyet 2008-ban vontak ki. A ZET-ben megtalálható az egyetlen csuklós ĐĐ prototípus 1990-ben gyártott villamos egysége.
1994-ben Končar megépítette a csuklós TMK 2100-as villamos prototípusát, amelyet később 1997-től 2003-ig gyártottak. A prototípussal együtt összesen 16 darab készült el, és néhány továbbra is forgalomban van. Ezenkívül 1994-től 1998-ig a ZET 35 használt Duewag GT6-os villamost (ebből 5 GT6-os "Mannheim-típus") vásárolt Németországból Mannheim-től, és megkezdte a régi 101-es típus nyugdíjazását. Átmeneti megoldásként hozták, mivel a forráshiány miatt nem lehetett új járműveket vásárolni. Azóta az összes Düwag villamost lecserélték a 2200-as TMK-ra és leselejtezték.
2003-ban a ZET 70 új, 100%-os alacsonypadlós villamost rendelt a Crotram-tól, a Končar vezette konzorciumtól.
2005 májusában átadták a prototípust. Klíma van, kamerák kívül (visszapillantó tükrök helyett) és belül is megtalálhatók; maximális sebessége 50 km/h-ban van korlátozva. Ezt a típust TMK 2200 (Tramvajska Motorna Kola) néven jelöli a Crotram, bár az NT 2200 (Niskopodni Tramvaj) jelölést a ZET használja. Az eredeti megrendelés utolsó villamosát 2007 májusában adták át, és június 7-én Zágráb villamosfelvonulást szervezett, ahol mind a 70 TMK 2200-as villamos kígyóban közlekedett Zágráb utcáin.
2007 júliusában további 70 darab TMK 2200 járműre szóló szerződést írtak alá. 2007. december 27-én megjelent a 71-es villamos, az első a második sorozatból. Újratervezett üléselrendezéssel és szélesebb átjárókkal rendelkezik.  On January 26, 2009, the 100th low floor tramcar entered service.
A második rendelés utolsó kocsija 2010. június 30-án állt szolgálatba, vagyis jelenleg 140 darab TMK 2200-as villamos közlekedik Zágrábban. 2012-ben a város 60 TMK 2200K-s, a TMK 2200 villamos rövidebb változatát rendelte meg, de akkoriban csak kettőt szállítottak ki, amelyek jelenleg, 2023-ban közlekednek. 2022-ben a város további 20 TMK 2200 villamost rendelt, a következő évben (2023) további 40 villamost kell rendelni összesen 202 TMK 2200 villamosra. Új villamosok váltják fel a T4YU és az utolsó TMK 201 villamosokat. A város azt reméli, hogy az évtized végére egy fajta villamostípust üzemeltetnek, a TMK 2100 pedig csak éjszakai forgalomban lesz megtalálható.
A ZET megőrzött két múzeumi egységnyi M-24-es villamost is (a ZET műhelyei építették), az egyiket "Košak" pótkocsival (szintén a ZET gyártása), a másikat "Pagoda" pótkocsival, amelyet 1910-ben a Ganz gyártott Budapesten.
A város 2023 tavaszán nemzetközi közbeszerzési pályázatot írt ki 11 használt villamos vásárlására 2,7 millió euró értékben, amelyre a Stadtwerke Augsburg 11 Adtranz GT6M villamos ajánlatával válaszolt. A ZET 2023. december 1-jén kapta meg az első egységet.
| Motorkocsik           | Motorkocsik | Motorkocsik |
| Típus                 | Kép         | Leírás |
| --------------------- | ----------- | --- |
| TMK 101               |             | 1951-től közlekedtek. Három prototípust a ZET műhelyében készítettek, további 68 darabot 110 darab pótkocsival pedig a Đuro Đaković gyárban. Utódjuk, a TMK 2200-as villamos az ezredfordulón álltak forgalomba, az utolsó 101-est 2008 decemberében vonták ki a forgalomból. |
| TMK 201               |             | Đuro Đaković gyárban készültek 1973 és 1974 között. |
| Tatra T4              |             | 1976-tól 1982-ig szerezték be őket a csehszlovák ČKD gyártól. |
| Tatra KT4             |             | Csuklós villamosok, 1985-ben és 1986-ban álltak forgalomba. |
| TMK 900               |             | 1990-ben gyártotta a Đuro Đaković gyár, de csak a prototípus készült el. |
| Düwag GT-6            |             | Mannheimből használtan vásárolták 1995-ben és 1996-ban. Már kivonták a forgalomból. |
| Düwag GT-6 Mannheimer |             | Mannheimből használtan vásárolták 1996-ban és 1997-ben. Már kivonták a forgalomból. |
| TMK 2100              |             | 1997-től 2003-ig álltak forgalomba a Končar és Gredelj gyártásában. |
| TMK 2200              |             | Alacsony padlós villamos, 2005-től 2007-ig szerezték be őket. A második szériát 2008-ban vásárolták. |
| TMK 2200K (TMK 2300)  |             | 2009 végén állt forgalomba a TMK 2200-as rövidebb változata. |
| Pótkocsik             |             | |
| TP 591                |             | A TMK 101-es és TMK 201-esekhez |
| TP 701                |             | A TMK 101-es és TMK 201-esekhez |
| Tatra B4              |             | Tatra T4-eshez |

Korábbi villamosok:
- Ganz-Mávag T-50 1910 - később átalakították
- Ganz-Mávag T-70 1911
- M-22
- M-24
- TMK 100
- TMK 200

## Képgaléria

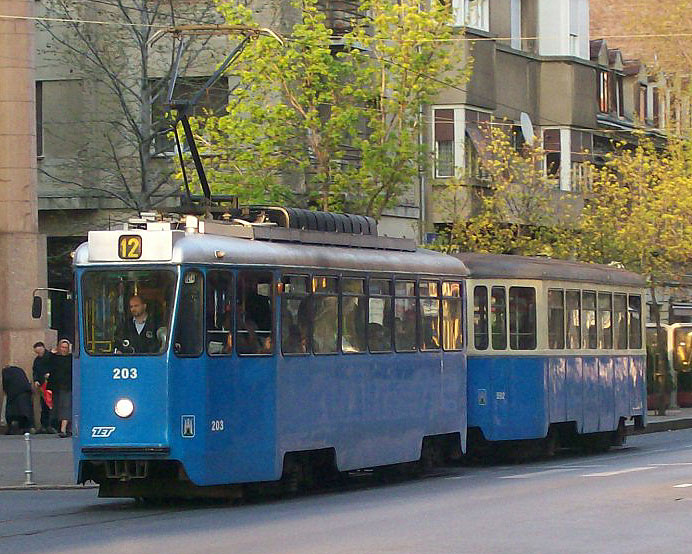
ĐĐ TMK 201
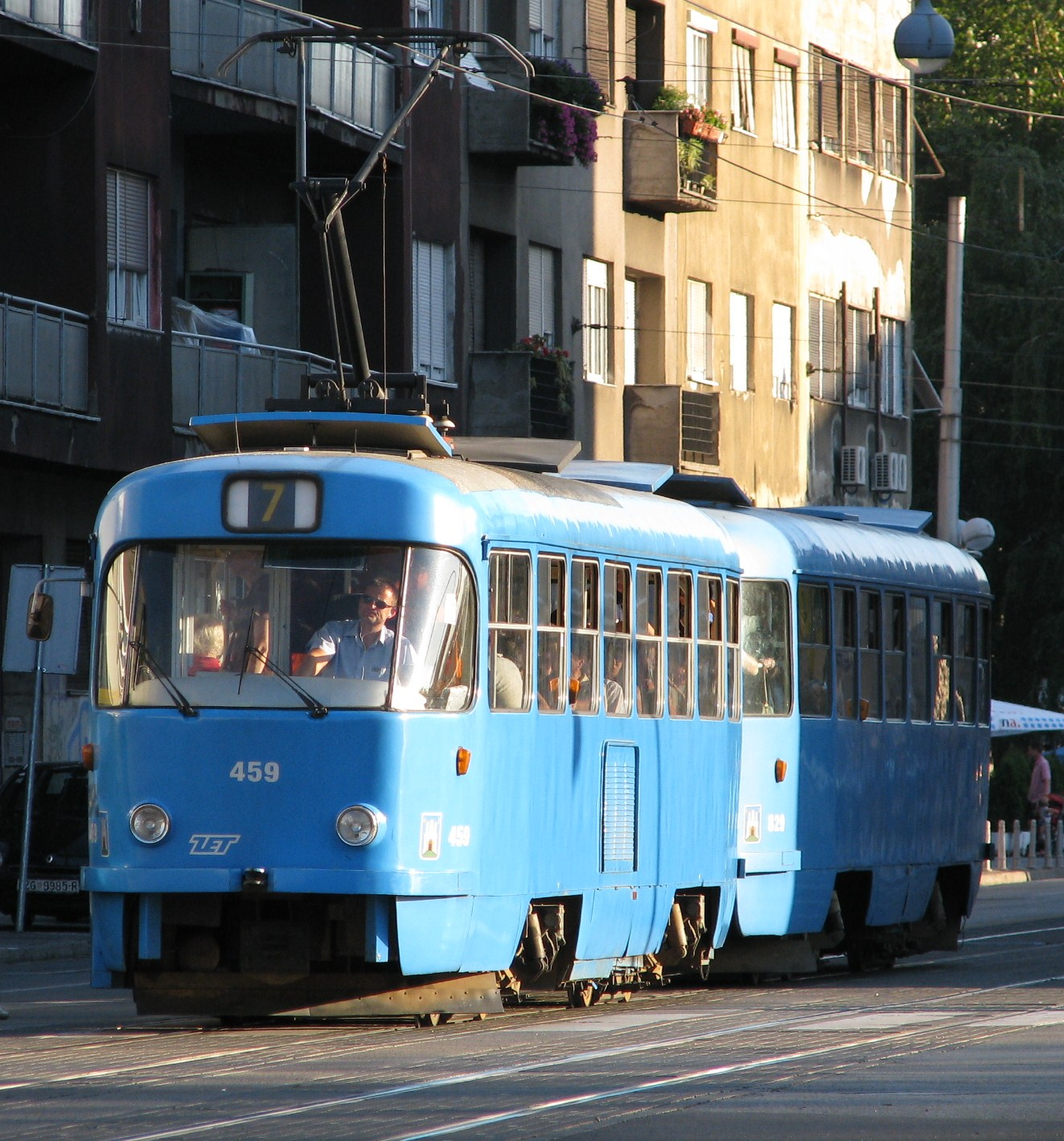
ČKD Tatra T4YU
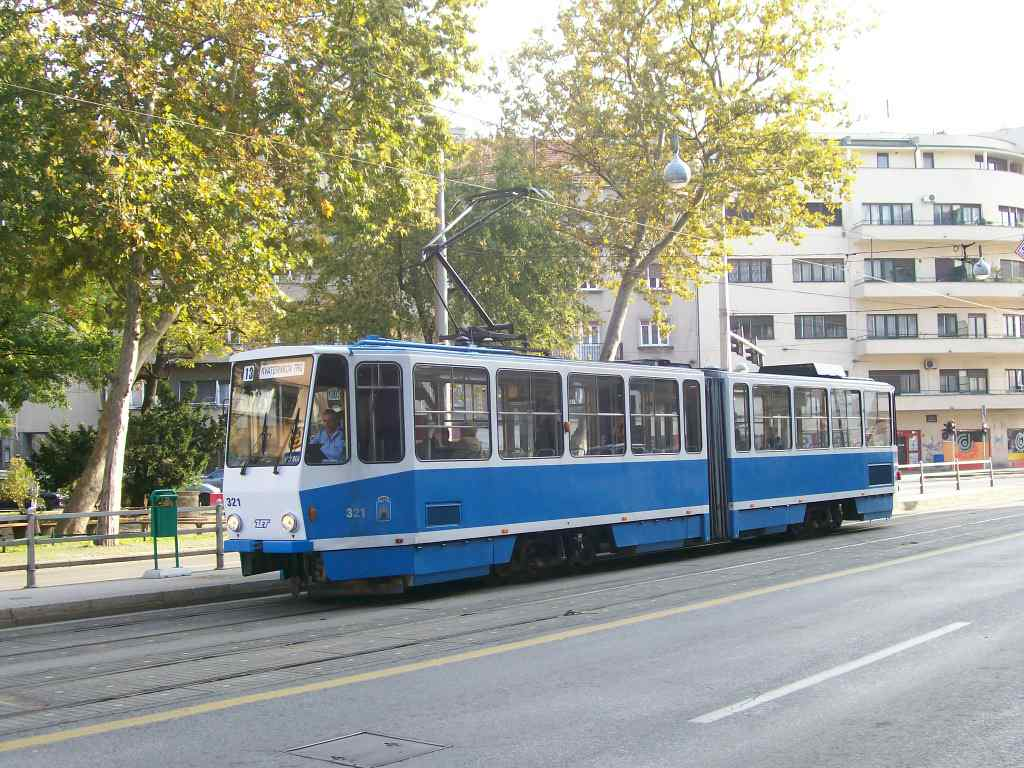
ČKD Tatra KT4YU
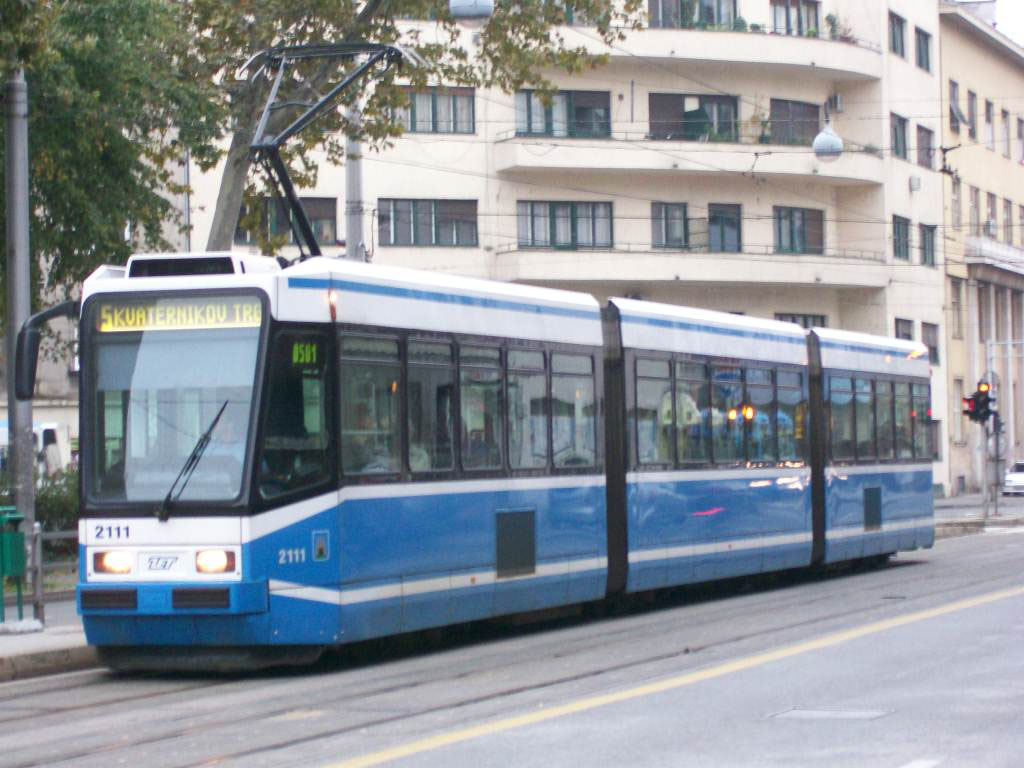
Končar TMK 2100
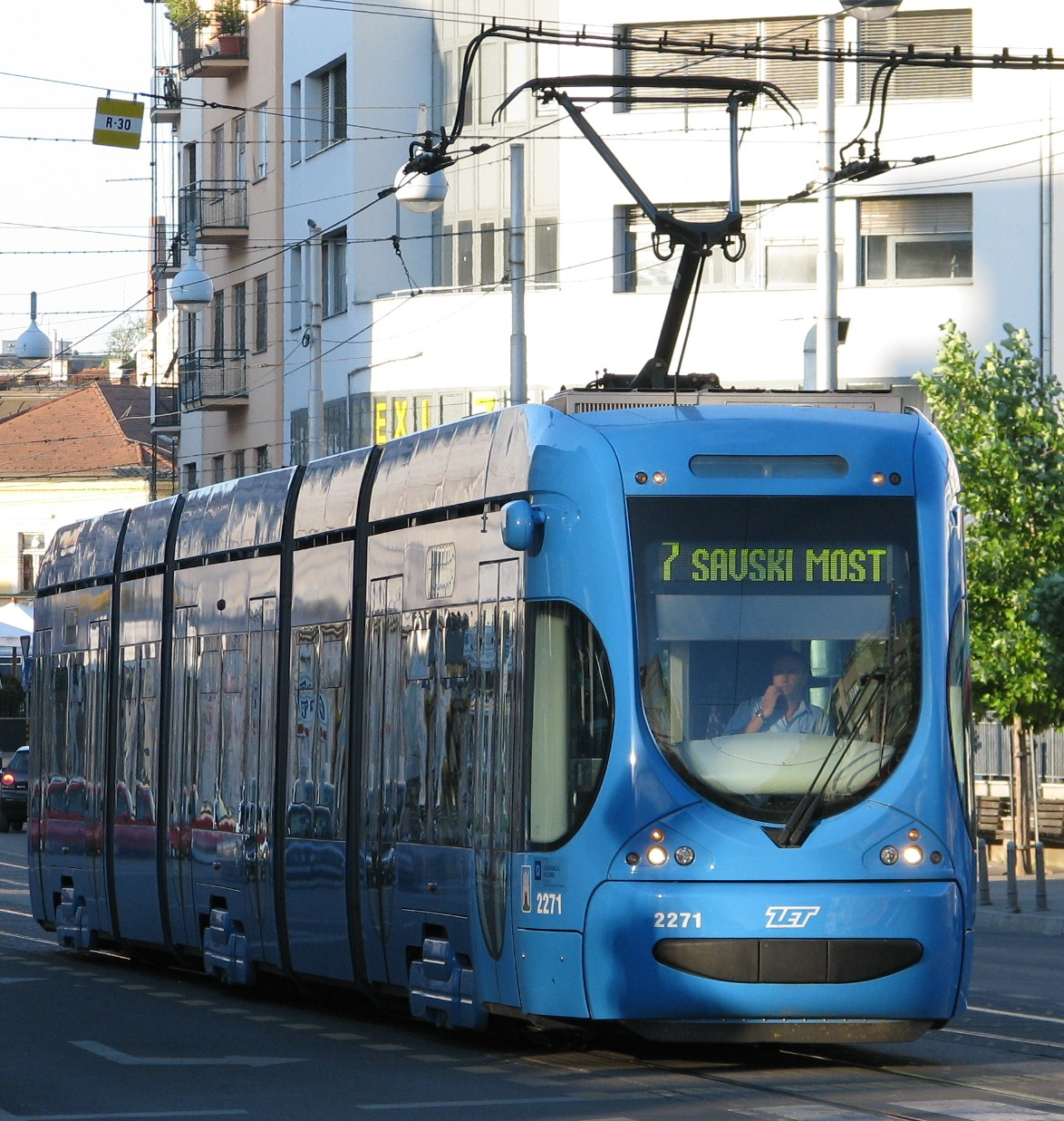
TMK 2200
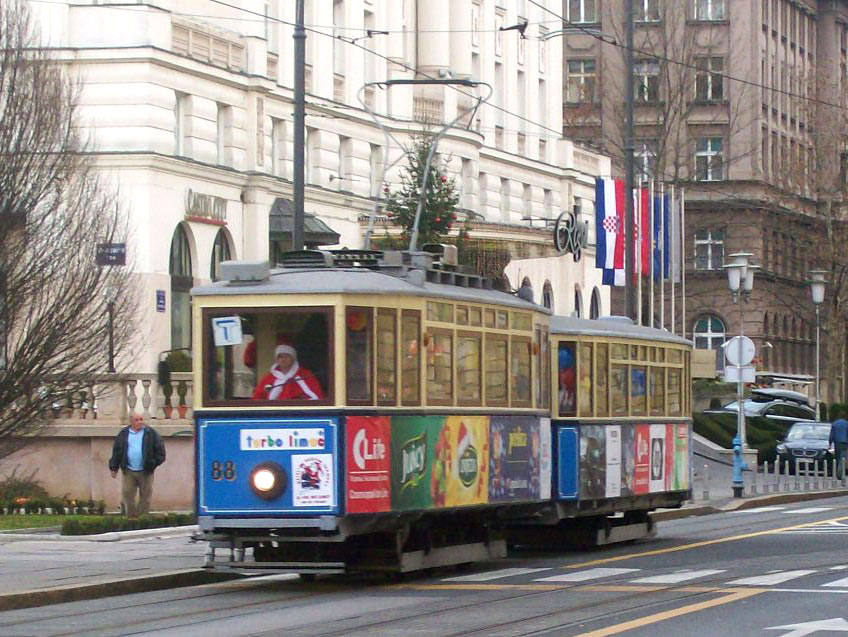
Nosztalgia M24-es
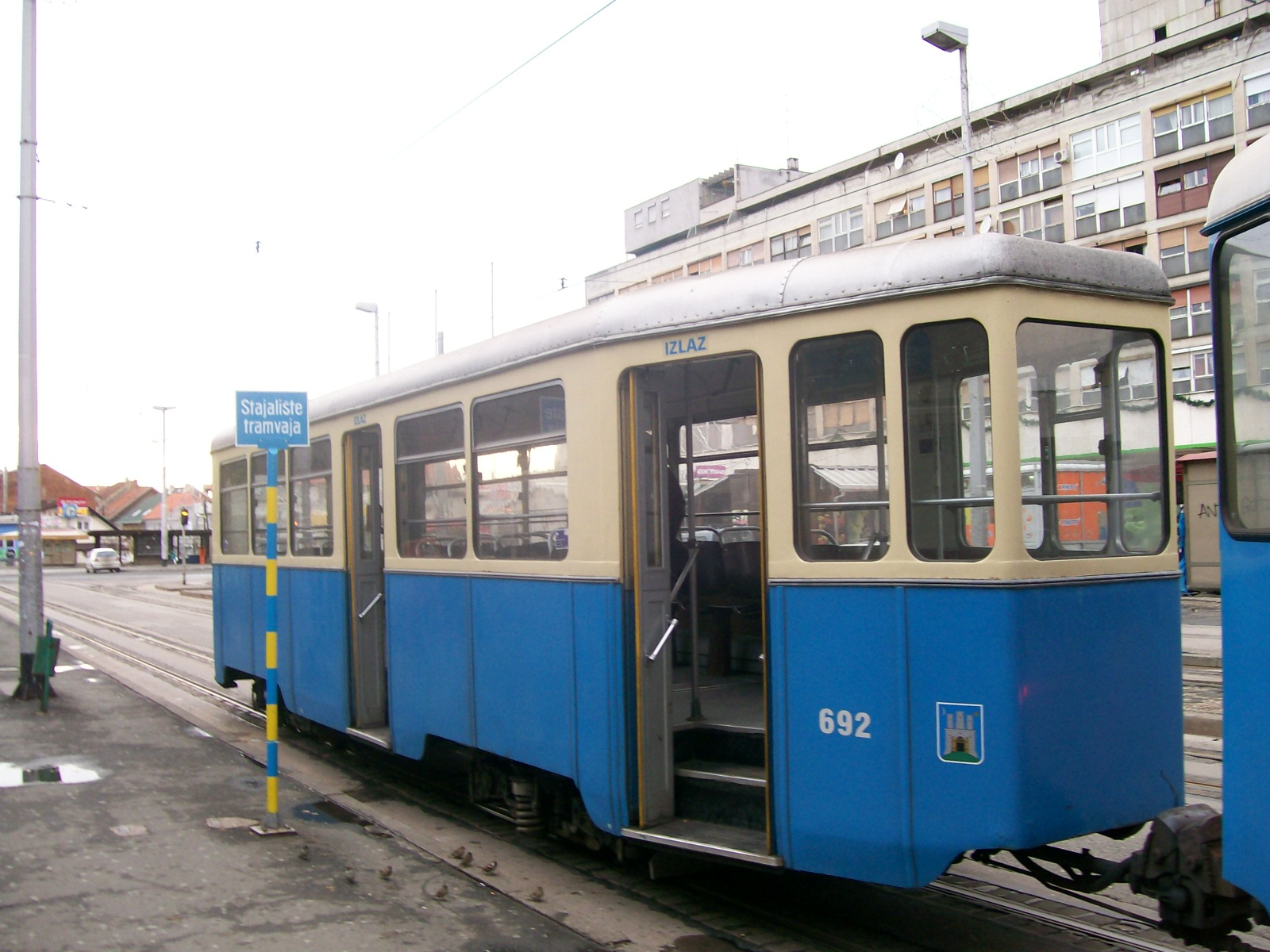
TP 591 pótkocsi
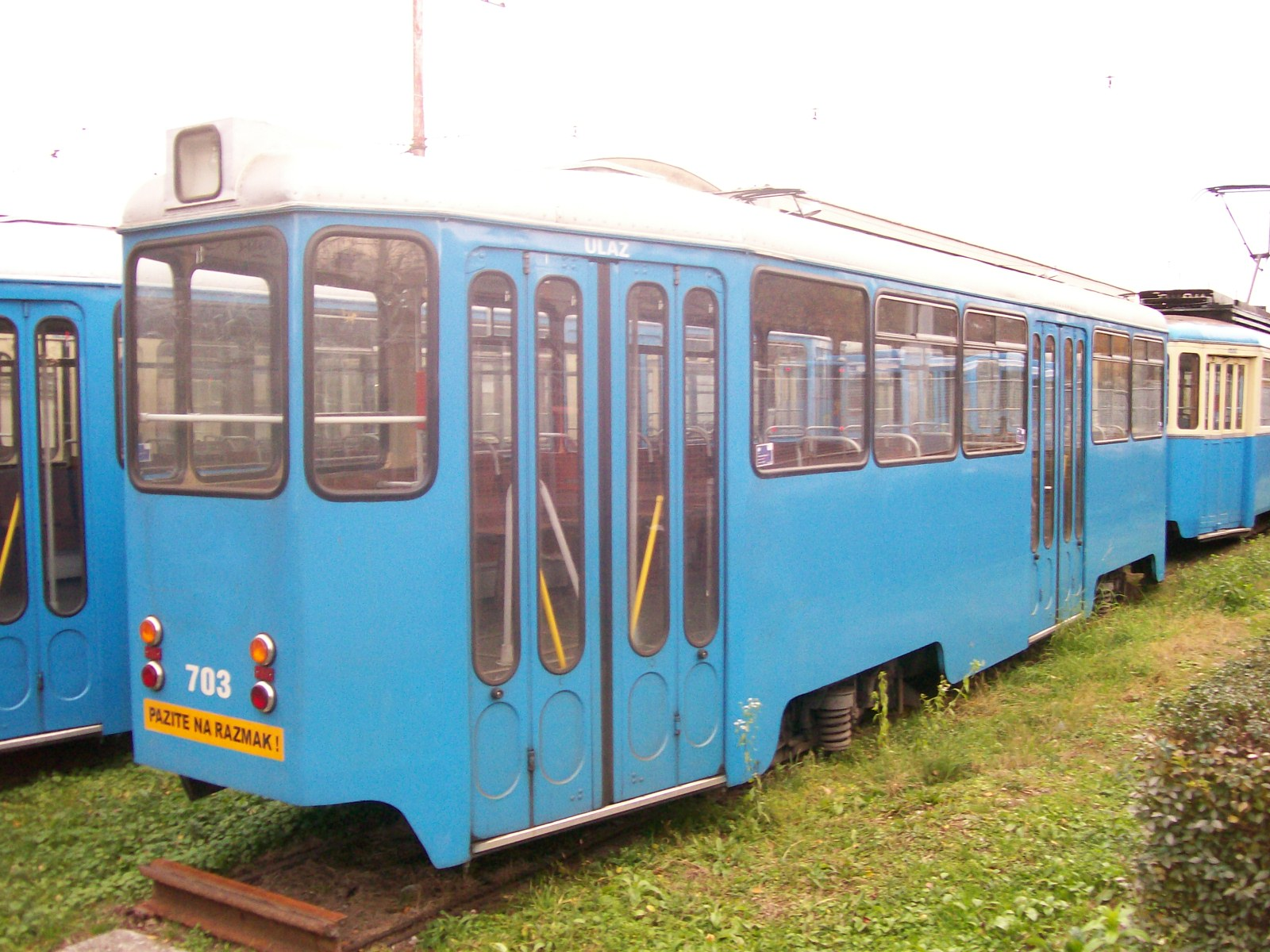
TP 701 pótkocsi
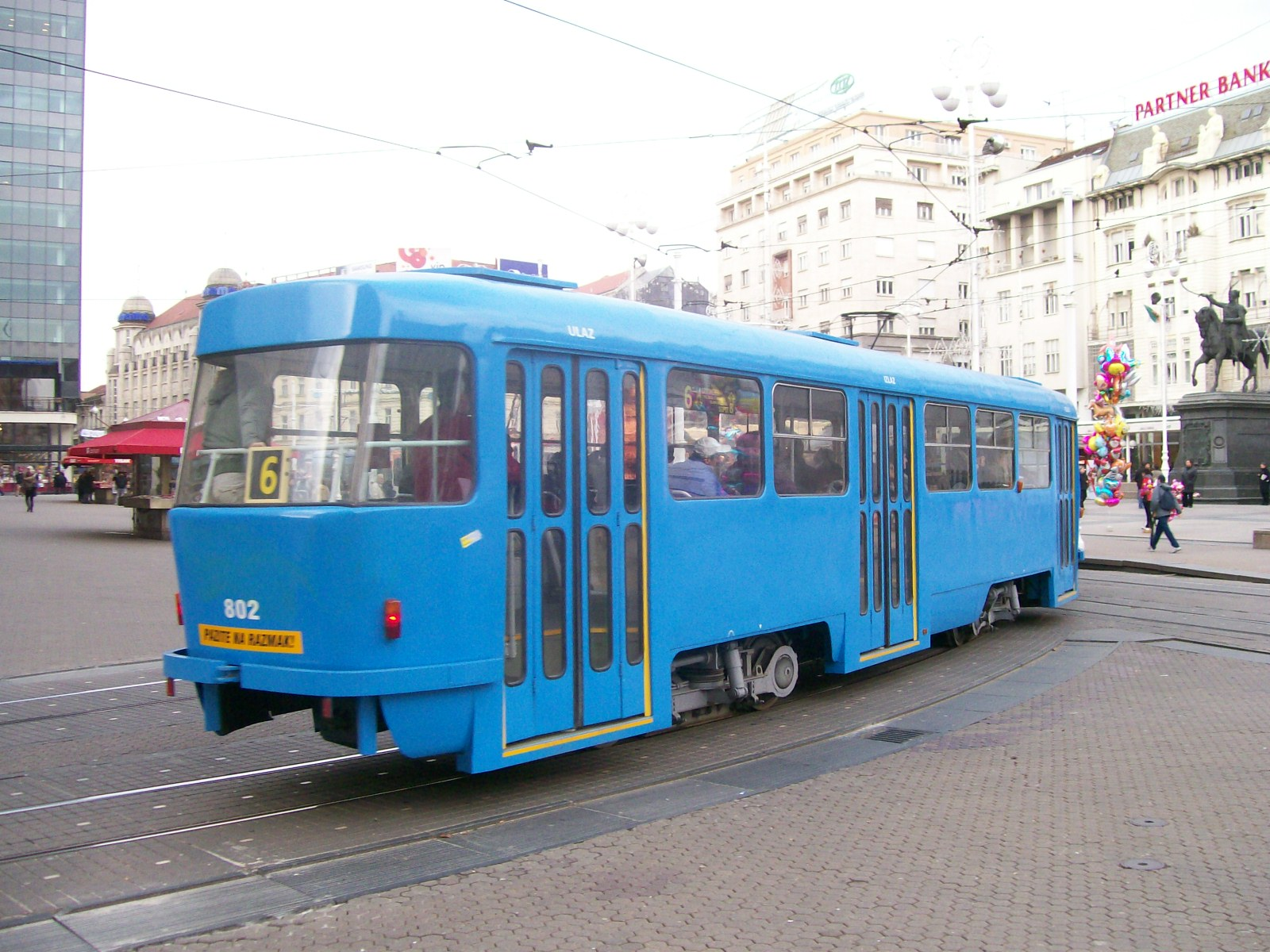
TP 801 pótkocsi

## Fordítás
- Ez a szócikk részben vagy egészben  a   Trams in Zagreb című angol Wikipédia-szócikk fordításán alapul.  Az eredeti cikk szerkesztőit annak laptörténete sorolja fel. Ez a jelzés csupán a megfogalmazás eredetét és a szerzői jogokat jelzi, nem szolgál a cikkben szereplő információk forrásmegjelöléseként.